# Artweaver
Artweaver — растровый графический редактор под Windows, разработанный Борисом Эрихом (англ. Boris Eyrich).
В основном ориентирован на профессионалов и художников-любителей, которые знакомы с коммерческими программами, такими как Adobe Photoshop и особенно Corel Painter.
Как и эти программы, Artweaver может эмулировать широкий спектр классических эффектов (такие как рисование маслом, акриловой краской, пастелью, карандашами, аэрографию, и т. д.) для создания естественно выглядящих художественных изображений.
В нём также есть наиболее востребованные пользователями фильтры, такими как нерезкое маскирование и размытие, пятно, рельеф и мозаика, а также работа с прозрачностями и слоями, которая поддерживается в собственном формате .AWD.
Artweaver поддерживает наиболее распространённые форматы файлов, такие как BMP, GIF, JPEG, PCX,  TGA, TIFF, PNG,  PSD, хотя форматы .BMP, .GIF, .JPEG и .PNG не поддерживают слои.
Программа также имеет стандартные инструменты редактирования как градиент, заполнение и выделение (включая «лассо» и «волшебную палочку»), и карандаш, поддерживающий реалистичное заполнение. Artweaver так же может быть запущен под Linux и других Unix-подобных операционных системах с помощью Wine.
До версии 1.0 выходила только полностью бесплатная версия программы.
Начиная с версии 1.0 (выпущена в 30 сентября 2009), Artweaver предлагается в двух вариантах: «Бесплатная версия», и версия «Artweaver Plus», которая стоит €29 и предлагает более продвинутые возможности, как совместимость с фильтрами Photoshop и больший максимально поддерживаемый размер изображения.
Бесплатная версия по условиям лицензии не может быть использована для коммерческих целей.
Локализация интерфейса программы осуществляется добавлением языкового файла (в котором могут отсутствовать переводы части пунктов меню), основным же языком является немецкий.